# Departamento Añelo
Das Departamento Añelo liegt im Osten der Provinz Neuquén im Süden Argentiniens und ist eine von 16 Verwaltungseinheiten der Provinz. 
Es grenzt im Norden an das Departamento Pehuenches, im Osten an die Provinz Río Negro, im Süden an die Departamentos Confluencia und Zapala und im Westen an die Departamentos Picunches und Loncopué. 
Die Hauptstadt des Departamento Añelo ist das gleichnamige Añelo.

## Bevölkerung

### Übersicht
Das Ergebnis der Volkszählung 2022 ist noch nicht bekannt. Bei der Volkszählung 2010 war das Geschlechterverhältnis mit 5.677 männlichen und 5.109 weiblichen Einwohnern eher unausgeglichen mit einem deutlichen Männerüberhang.
Nach Altersgruppen verteilte sich die Einwohnerschaft auf 3.404 (31,6 %) Personen im Alter von 0 bis 14 Jahren, 6.977 (64,7 %) Personen im Alter von 15 bis 64 Jahren und 405 (3,8 %) Personen von 65 Jahren und mehr.

### Bevölkerungsentwicklung
Das Gebiet ist sehr dünn besiedelt. Die Bevölkerungszahl hat seit 1970 stark zugenommen. Die Schätzungen des INDEC gehen von einer Bevölkerungszahl von 17.910 Einwohnern per 1. Juli 2022 aus.
| Jahr | 1947 | 1960 | 1970 | 1980  | 1991  | 2001  | 2010   | 2022    |
| Einwohner                                                                                                | 644  | 778  | 800  | 2.602 | 4.668 | 7.554 | 10.786 | k. Ang. |
| Bevölkerungsentwicklung des Departements seit 1947; Quelle: Ergebnisse der Volkszählungen in Argentinien |      |      |      |       |       |       |        |         |

## Städte und Gemeinden
Das Departamento Añelo gliedert sich in eine Gemeinde erster Kategorie (San Patricio del Chañar), eine Gemeinde zweiter Kategorie (Añelo), die Comisiones de Fomento Aguada San Roque und Los Chihuidos und die Kleinsiedlungen (parajes) Agua de Canale, Auca Mahuida, Cañadón Nogales, Los Chihuidos und Punta Sierra.